# Euchlaena milnei
Euchlaena milnei är en fjärilsart som beskrevs av Mcdunnough 1945. Euchlaena milnei ingår i släktet Euchlaena och familjen mätare. Inga underarter finns listade i Catalogue of Life.